# Langues sepik

Classification des langues sepik par William A.Foley

Les langues sepik sont une famille de langues papoues parlées en Papouasie-Nouvelle-Guinée, dans le nord-ouest du pays à la frontière avec l'Indonésie. Elles forment une famille différente et ne sont pas apparentées aux langues lower sepik-ramu.

## Classification
Les langues sepik ne sont, pour Malcolm Ross, apparentées à aucune autre famille de langues papoues. Le sepik rassemble un certain nombre de groupes de langues. Haspelmath, Hammarström, Forkel et Bank excluent de cet ensemble, sur la base du manque de correspondances tangibles, certains familles et langues isolées parfois intégrées aux langues sepik. C'est le cas des langues ndu, du yerakai et du biksi.

## Liste des langues
Les groupes qui composent les langues sepik sont :
- langues sepik
  - abau
  - amal
  - groupe des langues iwam-wogamus
  - groupe des langues nukuma
  - groupe des langues ram
  - groupe des langues sepik des collines
  - groupe des langues tama
  - groupe des langues yellow river

## Sources
- (en) Malcolm Ross, 2005, Pronouns as a preliminary diagnostic for grouping Papuan languages, dans Andrew Pawley, Robert Attenborough, Robin Hide, Jack Golson (éditeurs) Papuan pasts: cultural, linguistic and biological histories of Papuan-speaking peoples, Canberra, Pacific Linguistics. pp. 15–66.